# Franz Anton Kayser
Franz Anton Kayser (getauft 30. September 1778 in Trier; † 5. Februar 1867 ebenda) war ein deutscher Kaufmann und Politiker.

## Leben
Kayser war der Sohn des Hochgerichtsschöffen und ersten Bürgermeisters Johann Thomas Kayser (* 9. Mai 1743 in Siegen; † 8. Februar 1888 in Trier) und dessen Ehefrau Marie Luise Ludivica geborene Lebrun (* 1744 in Neubreisach; † 31. August 1781 in Trier). Er war katholisch und heiratete am 29. November 1807 in Trier Marie Katherine Doerner (* 22. März 1786 in Trier; † 4. Oktober 1816 ebenda). Nach dem Tod der ersten Ehefrau heiratete er am 9. Januar 1821 in zweiter Ehe Maria Katharina Feller (* 4. Januar 1803 in Trier; † 15. Oktober 1839 ebenda).
Kayser besuchte bis 1793 (6. Klasse) das Gymnasium in Trier und erhielt dann Hausunterricht. Von März bis August 1797 besuchte er die Handelsakademie Prof. Büsch in Hamburg. Von 1800 bis 1801 war er auf der Centralschule Trier. Er wurde Vertreter eines Geschäftes in Livorno und führte von 1802 bis 1805 umfangreiche Reisen durch. 1805 gründete er die Im- und Exportfirma „Kayser & Co.“ in Livorno und lebte 1807 in Berlin. Im Jahr 1809 führte ihn eine Reise nach Königsberg und von dort in diplomatischer Mission zum französischen Gesandten in St. Petersburg. Ab 1818 war er Mitinhaber des Pluwiger Eisenwerks „Schoemann & Kayser“. 
1812 wurde er Mitglied des Finanzgerichtes in Trier und war von 1812 bis 1816 Verwalter der Mairie Trierweiler. Von 1817 bis 1840 war er Erster Beigeordneter in Trier. Zwischen dem 12. Oktober 1839 und dem 2. Januar 1841 war er stellvertretender Oberbürgermeister in Trier und von 1841 bis 1851 Erster Beigeordneter des Oberbürgermeisters und 1846 Stadtrat.
Er war Gutsbesitzer (Gut Nieder-Trierweiler, Hofgut Pfalzkyll). Von 1826 bis 1845 war er Abgeordneter im Provinziallandtag der Rheinprovinz. 1842 war er Mitglied der Vereinigten ständischen Ausschüsse und 1847 nahm er am Ersten Vereinigten Landtag teil. 1860, 1864 und 1865 war er jeweils stellvertretender Abgeordneter, wurde als solcher zum Landtag einberufen, war aber jeweils verhindert.
Er war Mitglied der Departements-Kommission der Freiwilligen des Kaufmanns- und Fabrikantenstandes, ab 1830 Mitglied der Verwaltungskommission des Landarmenhauses in Trier, Mitglied des Verwaltungsrates des Gymnasiums und Kurator der Pfandhäuser und Sparkassen. Um 1805 trat er der Freimaurerloge „Verein der Menschenfreunde“ bei und wurde dort Meister vom Stuhl.  
1826 wurde er mit dem Titel Kommerzienrat geehrt. 1833 erhielt er den Roter Adlerorden 4. Klasse und 1840 den Roter Adlerorden 3. Klasse mit Schleife. 